# Stages (album Josha Grobana)
Stages to siódmy album Josha Grobana, wydany przez wytwórnię Reprise 28 kwietnia, 2015. Zawiera on utwory musicalowe. Osiągnął sprzedaż pół miliona kopii w samych tylko Stanach Zjednoczonych. Album był też nominowany w kategorii "Best Traditional Pop Vocal Album" na 58 gali Grammy Awards. W Australii i Nowej Zelandii płyta trafiła na listę najlepiej sprzedających się płyt 2015 roku na pozycje odpowiednio 35 i 21.
Artysta współpracował z Humberto Gatica i Bernie Hermsem nagrywając w studio w Los Angeles jak i Londynie z orkiestrą składającą się z 75 muzyków. Płyta zawiera utwory z Nędzników, Carousel, Sweeney Todda, Notre-Dame de Paris, Upiora w Operze i innych.

## Lista utworów
| Nr  | Tytuł utworu                                | pochodzenie                    | informacje     | Długość |
| --- | ------------------------------------------- | ------------------------------ | -------------- | ------- |
| 1.  | „Pure Imagination”                          | Charlie i Fabryka Czekolady    |                | 4:23    |
| 2.  | „What I Did for Love”                       | A Chorus Line                  |                | 4:49    |
| 3.  | „Bring Him Home”                            | Les Misérables                 |                | 3:24    |
| 4.  | „Le temps des cathédrales”                  | Notre-Dame de Paris            |                | 4:02    |
| 5.  | „All I Ask of You (feat. Kelly Clarkson)”   | Upiór w operze                 |                | 3:59    |
| 6.  | „Try to Remember”                           | The Fantasticks                |                | 4:40    |
| 7.  | „Over the Rainbow”                          | Czarnoksiężnik z Oz            |                | 4:27    |
| 8.  | „Children Will Listen/Not While I'm Around” | Into the Woods/Sweeney Todd    |                | 4:36    |
| 9.  | „You'll Never Walk Alone”                   | Carousel                       |                | 4:28    |
| 10. | „Old Devil Moon (feat. Chris Botti)”        | Finian's Rainbow               |                | 4:21    |
| 11. | „Finishing the Hat”                         | Sunday in the Park with George |                | 3:08    |
| 12. | „If I Loved You (feat. Audra McDonald)”     | Carousel                       |                | 4:16    |
| 13. | „Anthem”                                    | Chess                          |                | 3:28    |
| 14. | „Gold Can Turn to Sand”                     | Kristina                       | Deluxe edition | 4:14    |
| 15. | „Empty Chairs at Empty Tables”              | Les Misérables                 | Deluxe edition | 4:12    |
| 16. | „If I Can't Love Her”                       | Piękna i Bestia                | Target edition | 4:54    |
| 17. | „Dulcinea”                                  | Man of La Mancha               | Target edition | 4:54    |
|     |                                             |                                |                | 1:12:15 |

## Notowania
| Notowania                  | Pozycja |
| -------------------------- | ------- |
| Stany Zjednoczone          | 2       |
| Wielka Brytania            | 1       |
| Australia                  | 2       |
| Niemcy                     | 31      |
| Szwajcaria                 | 13      |
| Kanada                     | 2       |
| Holandia                   | 5       |
| Austria                    | 48      |
| Belgia (Region Waloński)   | 14      |
| Belgia (Region Flamandzki) | 52      |
| Norwegia                   | 22      |
| Finlandia                  | 21      |
| Francja                    | 13      |
| Nowa Zelandia              | 1       |
| Irlandia                   | 2       |

| Kraj            | Przyznający  | Certyfikat | Sprzedaż |
| --------------- | ------------ | ---------- | -------- |
| USA             | RIAA         | Złoto      | 500 000+ |
| Kanada          | Music Canada | Złoto      | 40 000+  |
| Wielka Brytania | BPI          | Złoto      | 100 000+ |
| Australia       | ARIA         | Złoto      | 35 000+  |